# En presencia de mis enemigos
En presencia de mis enemigos es una novela del autor estadounidense Harry Turtledove publicada en 2003.

## Trama

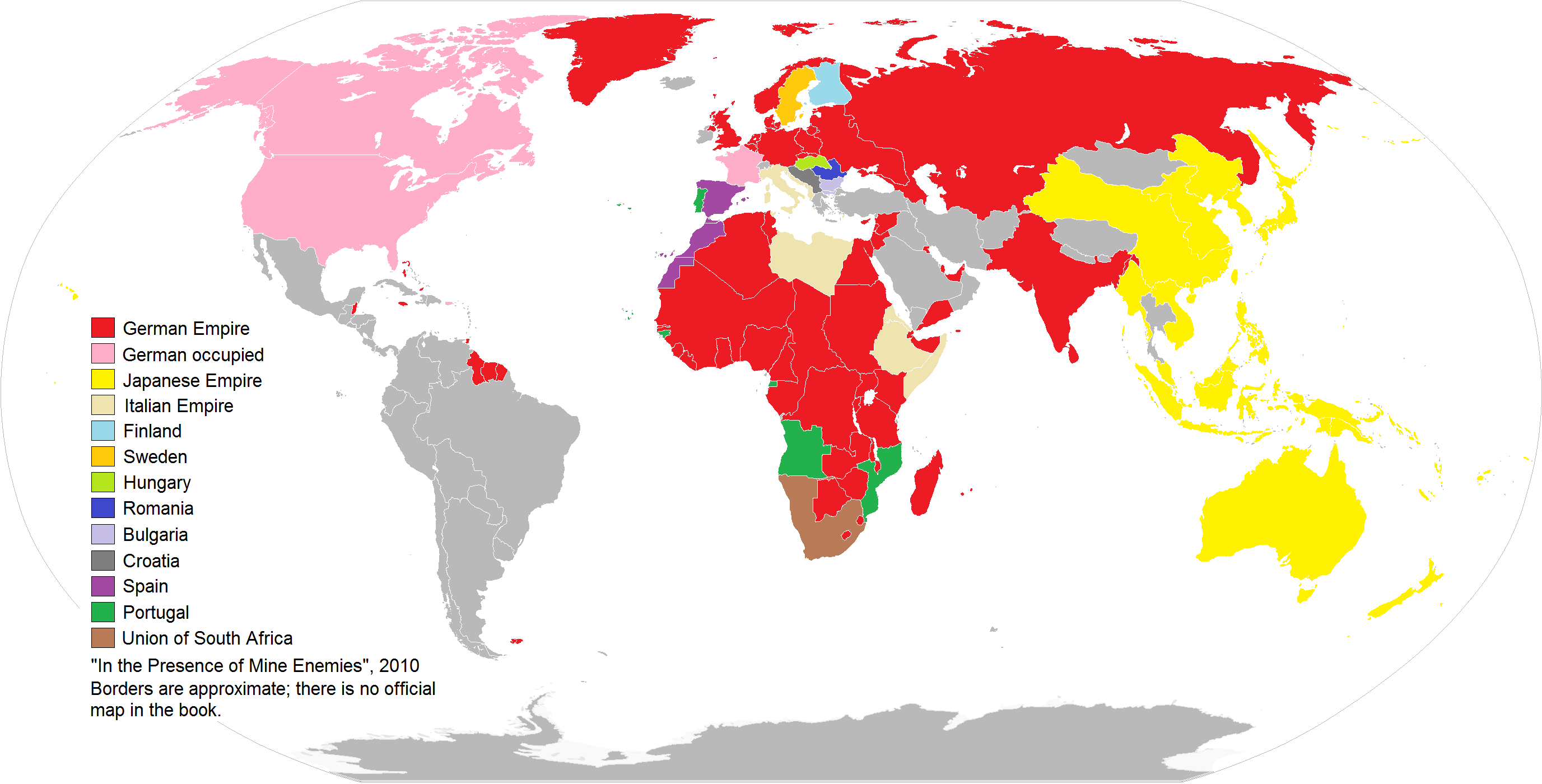
Un mapa del mundo según el libro.

El libro es una ucronía que es una ampliación de la historia corta homónima.
El título proviene del quinto verso del Salmo 23. La novela describe un mundo en el que Estados Unidos permaneció aislacionista y, por lo tanto, no participó en la Segunda Guerra Mundial, lo que permitió la victoria de las potencias del Eje, que se dividieron el mundo entre sí. Sin embargo, algunos años después de la guerra, ocurrió la Tercera Guerra Mundial y las potencias del Eje derrotaron a Estados Unidos y Canadá.
Ambientada en 2010, la novela se centra en Heinrich Gimpel y un pequeño grupo de judíos que sobrevivieron al Holocausto haciéndose pasar por gentiles. Los eventos ocurren en un contexto paralelo a los últimos días de la Unión Soviética, con personajes basados en Mijaíl Gorbachov, Borís Yeltsin y otros.

### Alineación política en el mundo
El Führer del Gran Reich Alemán es el líder político más poderoso del mundo. Además del propio Reich, el "Gran Imperio Germánico" incluye países que están ocupados (pero no anexados) y otros que son aliados. Los países ocupados tienen sus propios gobiernos pero soberanía limitada; los nazis interfieren en sus asuntos internos, especialmente en la aplicación de la ideología racial. Los aliados, aunque técnicamente independientes, están sujetos a una fuerte influencia nazi; la mayoría de ellos representan las variedades locales de las fuerzas nacionalistas racistas, fascistas y radicales.
El imperio de Italia se extiende alrededor del mar Mediterráneo, incluidas las partes de África concedidas por el Reich. Los nazis obligan a los italianos a llevar a cabo masacres a gran escala de árabes en sus territorios de Oriente Medio. La nación está controlada por la Casa de Saboya (encabezada por el rey Humberto) y el Duce del Imperio italiano. Si bien gran parte de África está dividida entre Alemania, Italia, España y Portugal, una Unión de Sudáfrica "dominada por los arios" sigue siendo un aliado independiente del Reich alemán. Se menciona que España está gobernada por un caudillo, pero no se menciona el estado de la monarquía española.
Aunque es menos poderoso que Alemania, el Japón imperial es una potencia nuclear que mantiene a raya al Reich con la amenaza implícita de destrucción mutua asegurada. Además, Japón tiene sus propios gobernantes subordinados (solo se menciona al Emperador de Manchukuo) en la Esfera de Co-Prosperidad de la Gran Asia Oriental. A pesar de tener "un océano de mano de obra esclava" a su disposición, Japón ahora se concentra en desarrollar altas tecnologías. A pesar de la alianza germano-nipona, los nazis consideran que los japoneses son racialmente inferiores y carentes de creatividad, y utilizan como prueba la propaganda que apunta a una disminución percibida en los avances tecnológicos de Japón. Aun así, los turistas, estudiantes y restaurantes japoneses se ven comúnmente dentro del Reich.

## Crítica literaria y trascendencia.
Gavriel David Rosenfeld, en su obra The World Hitler Never Made (El mundo que Hitler nunca hizo), señala que a diferencia de otras historias alternativas que tratan sobre una victoria nazi, En presencia de mis enemigos humaniza a los nazis. Rosenfeld afirmó que eso habría sido imposible en años anteriores, cuando la tendencia era mostrar a los nazis en historias alternativas como la "encarnación del mal". Rosenfeld, sin embargo, señaló que a pesar de la reputación de Turtledove como un escritor aclamado y hábil en la historia alternativa, Turtledove recibió muchas críticas por la novela, lo que hizo que Rosenfeld supusiera que la mayoría de las audiencias estadounidenses no desean humanizar a los nazis.
Adam-Troy Castro, sin embargo, hizo una reseña positiva de la novela. Aunque descubrió que los personajes judíos ocultos de la novela resistieron demasiado bien su vida secreta y comparó a otros que viven vidas secretas en nuestra sociedad (por ejemplo, homosexuales) que a veces tienen que lidiar con incidentes de autodesprecio, alcoholismo, abuso de drogas e incluso suicidio.